# Право на город
«Право на город» (фр. Le Droit à la ville) — концепция, идея, впервые сформулированная французским социологом и философом Анри Лефевром в одноимённой книге «Le Droit à la ville», вышедшей в свет в 1968 году. Основой идеи является «спрос [предъявляемый жителями города] на обновлённое, расширенное право на доступ к городской жизни». Эта проблема затронута как минимум в четырёх произведениях Лефевра: The right to the city (1996), Space and politics (1973), The production of space(1991) и Writings on cities (1996). Также концепцию развивали Дэвид Харви (The right to the city) и Дон Митчел (The Right to the City: Social Justice and the Fight for Public Space).

## Суть концепции
Главная идея — призыв к радикальной реструктуризации социальных, политических и экономических отношений в рамках города. Радикальную природу концепции подчёркивает тот факт, что право на город затрагивает сферу принятия значимых решений: настаивает на переориентации системы принятия решений с государственного уровня на городское пространство и городских жителей. Причём Лефевр выступает за участие в принятии горожанами всех решений, которые относятся к созданию городских пространств.
Для лучшего понимания концепции право на город следует также ознакомиться с теорией производства общественного пространства Анри Лефевра. Он выделяет три типа пространства: воспринимаемое пространство (Perceived space), задуманное пространство (conceived space) и жилое пространство (lived space). Воспринимаемое пространство — объективное пространство физических объектов, с которыми люди взаимодействуют в повседневной жизни. Задуманное пространство — мир идей и представлений о том, как должно выглядеть окружающее людей пространство. Жилое пространство — комбинация воспринимаемого и задуманного, не просто физическое место, где проистекает общественная жизнь, но само является её составным элементом.
Согласно Лефевру, создание городского пространства обязательно включает в себя преобразование общественных отношений в существующем жилом пространстве, что включает в себя гораздо больше, чем планировка физического пространства. Право на активное создание городского пространства и доступа к нему Лефевр и называет правом на город.
Право на город также должно способствовать сокращению социального неравенства. Право на город завоёвывается и осуществляется путём социальной мобилизации и коллективной политической и социальной борьбы для трансформации существующих либерально-демократических гражданских и капиталистических социальных отношений, которые наравне с глобализацией являются причиной социального неравенства. (Важно помнить, что Лефевр был неомарксистом)

## Структура права на город
Право на город включает в себя два аспекта: право на участие (the right to participation) и право на присвоение (the right to appropriation).
Право на участие предполагает, что горожане должны участвовать в принятии всех решений, сопряжённых с созданием городского пространства. В сферу решений, которые должны, согласно праву на город, принимать граждане, входит весьма широкий список сфер общественной жизни всех масштабов. Даже инвестиционные решения фирм, действующих в городе, попадают в сферу права на город, так как играют важную роль в производстве городских пространств. Таким образом, горожане получают «место за столом переговоров» и «прямой голос» при принятии решений в городе, в противовес опосредованному участию в производстве общественных пространств посредством уплаты налогов и участию в голосованиях, практикующемуся в демократических странах.
Право на присвоение включает себя право на физический доступ к городским пространствам и их использование. Важно то, что это право не просто занимать уже созданные пространства, но и производить и преобразовывать пространства таким образом, чтобы они отвечали потребностям людей. Полезность пространства для горожан становится главным аспектом при принятии решения о его создании.

## «Право на город» Дэвида Харви
Определение права на город Дэвида Харви звучит следующим образом: Право на город — больше, чем свобода доступа индивида к городским ресурсам, это право на изменения себя посредством изменения города, в котором мы живём. Это коллективное, а не индивидуальное право, так как может быть осуществлено только коллективной властью для преобразования процессов урбанизации.
Суть в том, что граждане поодиночке и сообща в своей повседневной деятельности, предпринимая политические, интеллектуальные и экономические усилия, строят город. Харви отмечает, что право на изменение города — это не абстрактное право, а право, которое укоренено в повседневных практиках, независимо от того, знаем мы о его наличии или нет.
Харви в своей работе делает больший упор на методы осуществления права на город, акцентирует внимание на социальной и политической борьбе.
Дэвид Харви утверждает, что только в борьбе с мёртвым грузом государства и территориальной власти можно отстаивать право на город. Требование права на город может быть услышано и обрести определённую силу только в том случае, если существует пространство, в котором этот лозунг и требование можно увидеть. Публичное пространство — перекрёстки, парки, улицы — те места, где политические организации могут представить себя широкой публике. Притязая на пространство публично, создавая публичные пространства, социальные группы сами становятся публичными.
Неотчуждаемое право на город покоится на способности побуждать открытые пространства города к протесту и оспариванию, создавая так неопосредованные публичные пространства, чтобы котёл городской жизни оказался в состоянии стать катализатором, из которого могут появиться новые концепции и конфигурации городской жизни. Право на город — это не дар. Его должно завоевать себе политическое движение. Если городской пейзаж был воображён и сделан, то его можно вообразить иначе и переделать.

## Современные интерпретации
Несмотря на то, что термин «право на город» появился в конце 60-х годов XX века, активное его использование началось лишь недавно. Активизировал его использование целый ряд гражданских инициатив, волна которых прокатилась сначала по США, Восточной Европе и Латинской Америке, а затем вспыхнувших в ближневосточных городах, таких как Бейрут и Стамбул.
Термин право на город стал весьма модным в наши дни, считает исследователь Марсело Лопес де Соуза, тем не менее, термин не всегда интерпретируют в соответствии с работами Лефевра или того же Харви . Многие неправительственные организации и городские девелоперские агентства считают «право на город» правом на осуществление следующего сценария: «доступное жильё для человека» (начиная от «хорошего» жилья и «хорошей инфраструктуры» по соседству и заканчивая «экологически чистым» транспортом") плюс «участие» уже в более приближенном к оригиналу смысле. В политико-философском и социально-теоретическом смысле право на город может означать следующее: «как можно больше справедливости и защиты окружающей среды». В большинстве случаев люди считают, что право на город — это право на лучшую, более «человечную» жизнь в условиях капиталистического города и общества и представительной демократии
В 2004 году Международный альянс жителей и Программа ООН по населённым пунктам на Международном урбанистическом форуме в 2004 году приняли решение о включения права на город наравне с жилищем и чистой водой в список прав на предметы первой необходимости.
В 2001 году право на город было включено в федеральный закон Бразилии. .

## Критика
Современные учёные, дискутируя на тему набирающего популярность термина «право на город» и увеличивающегося числа массовых социальных протестов, высказывают в том числе критику концепции Лефевра. Одной из наиболее ярких подобных работ является статья Марка Персела из Университета Вашингтона «Excavating Lefebvre: The right to the city and its urban politics of the inhabitant».
Он считает, что теория Лефевра более радикальна и опасна, чем её представляют в современной литературе, кроме того, является слишком теоретической и политически неразвитой. Анри Лефевр не предлагал полноценной альтернативы имеющимся у современных горожан институтам избирательного права. Хотя в концепции права на город и есть интересные моменты, её нельзя рассматривать как решение имеющихся проблем.
Американский автор указывает на то, что осуществление права на город, согласно Лефевру, предполагает радикальное изменение структуры политической власти в обществе, последствия чего непредсказуемы и могут быть разрушительными.
Затем Персел сомневается в том, будут ли решения горожан по поводу экономической деятельности крупных компаний в их городе эффективными. Ведь помимо влияния на городские пространства одного города, такие компании, как, например, Boeing для города Сиэтл (упомянут самим Лефевром в качестве примера), воздействуют и на другие регионы. Влияние на них, по всей видимости, горожанам будет уже не так интересно.
Также в данной работе отмечается, что Лефевр верит в то, что право на город ни коим образом не касается вопроса взаимоотношений национальностей, а также других неполитических различий, как пол, этнос, социальное окружение, хотя сейчас подобные различия играют очень большую роль в социальном взаимодействии.
В работах Анри Лефевра остаётся также неясным, как именно горожане будут использовать своё право принимать решения. Основной задачей является соответствие создаваемых городских пространств потребностям жителей города, однако конкретные решения всё равно придётся продвигать путём их долгого и не простого согласования и политической борьбы.
Не совсем ясны границы территории, на которой жители обладают правом на город. Термин Лефевра «город» кажется американскому исследователю размытым и не до конца определённым.